# Дракон: Історія Брюса Лі
Дракон: Історія Брюса Лі (англ. Dragon: The Bruce Lee Story) — частково біографічний фільм 1993 року.

## Синопсис
Частково біографічний фільм про відомого актора Брюса Лі. Ще дитиною його батько відправив в Америку, використовуючи при цьому всі життєві заощадження. Там Брюс Лі відкриває власну школу східних бойових мистецтв та знаходить своє кохання.